# Timmo Jegher
Timmo Jegher, auch Jheger (tätig zwischen 1435 und 1442) war ein deutscher Glocken- und Grapengießer.

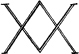
Gießermarke Jeghers

Von ihm sind die vier mit 1435 datierten und signierten Glocken in den mecklenburgischen Dorfkirchen von Dambeck und Russow (heute Ortsteil von Rerik) erhalten sowie die Glocke IX der Marienkirche in Wismar und in der Stiftskirche Bützow, die vermutlich im Ersten Weltkrieg eingeschmolzen wurde. Seine Gießermarke, zwei übereinandergelegte Winkel ähnlich der römischen Zahl XX, ähnelt sehr der Marke des Rickert de Monkehagen, ohne dass die Beziehungen zwischen den beiden Gießern bzw. ihren Werkstätten bisher geklärt sind. Bisher war keine Glocke des Meisters mit einem anderen Gussjahr zu ermitteln. Die vier namhaft zu machenden Glocken Timmo Jeghers sind vornehm gestaltet, mit großen, etwas flächig gehaltenen gotischen Minuskeln beschriftet und von sehr guter Gussausführung. Bemerkenswert ist die Russower Glocke Osanna mit dem großen Aachener Pilgerzeichen.
Jegher erwarb 1435 in Lübeck das Haus Tom Engel in der Fischergrube Nr. 16 (heutige Hausnummer 46), das etwa hundert Jahre zuvor dem Erzgießer Johann Apengeter gehört hatte. 1442 verkaufte er es an den Gießer Hinrich Gerwiges, der 1453 die Fünte der Aegidienkirche goss.
Zusätzlich befindet bzw. befand sich auf insgesamt drei bisher nachweisbaren Werken Timmo Jeghers ein zusätzlichen Gießerzeichen, welches vermutlich von einem Mitarbeiter Jeghers stammen müsste − mit Ausnahme einer nicht mehr vorhandenen Glocke zu Langen-Brütz (b. Schwerin), wo allein dieses Zeichen durch Schlie dokumentiert wurde, ist es bisher nur an Werken Timmo Jeghers nachweisbar. Die namentliche Bezeichnung dieses Mitarbeiters bleibt jedoch momentan noch im dunklen liegen.

## Werke
Derzeit bekannte Werke Timmo Jeghers sind u. a. in folgenden Orten nachweisbar:
| Ort/Gebäude           | Gussjahr/-zeit | Name   | Dm./Gew./Nominal        | Bemerkungen |
| --------------------- | -------------- | ------ | ----------------------- | --- |
| Russow, Dorfkirche    | 1435           | Osanna | 1277mm / ~1200kg / e¹-4 | Zwei Gießerzeichen Jeghers, eines davon in einem Tartschenschild, Aachener Pilgerzeichen und Lübecker Stadtwappen mit namentl. Signatur Jeghers                                                                      |
| Dambeck, Dorfkirche   | 1435           |        | 1125mm / ~750kg / f¹-1  | Namentl. Signatur Jeghers |
| Wismar, Marienturm    | 1435           |        | 727mm / ~220kg / c²+10  | ausschließlich als Spielglocke dienend, zusätzlich gegossen von dem Mitarbeiter Jeghers |
| Alt-Karin, Dorfkirche | um 1440        |        | 546mm / ~110kg / g²+1   | ungewöhnliche Inschrift aus insgesamt 29 Tatzenkreuzen ohne Jahreszahl, zusätzlich Wismarer Stadtwappen und Gießerzeichen des Mitarbeiters (bei Schlie als einziges Zeichen erwähnt), momentan außer Dienst gestellt |
| Bützow, Stiftskirche  | 1435           |        |                         | Gießerzeichen Jeghers und seines Mitarbeiters, verm. im I. Wk. verloren gegangen |